# Tigersnerleugle
Tigersnerleuglen er et insekt, der hører til natsommerfuglefamilien og er kritisk truet i Danmark.

## Beskrivelse
Emmelia trabealis var tidligere lokal udbredt og ikke sjælden i Østjylland, på Fyn, i Nordvest- og Nordøstsjælland samt Bornholm. Arten forekommer i dag kun fast på Nekselø, hovedsagligt på øens vestligt eksponerede kystskrænterne. Herudover optræder arten enkeltvis som et sjældent trækdyr og muligvis i form af små meget sporadiske kolonier - især på Lolland, Falster og Bornholm. I løbet af 1980'erne, synes arten at være forsvundet fra en række ynglelokaliteter på Nordvest- og Nordøstsjælland, samt i Jylland. I Jylland havde den endnu stabile populationer på Djursland indtil 1980érne.  Artens udbredelsesområde er beregnet som antal 10*10 km-kvadrater der dækker artens yngleforekomst på Nekselø. Forekomstarealet er beregnet som antallet af 2*2 km-kvadrater der dækker artens aktuelle ynglelokaliteter.

## Udbredelse
Emmelia trabealis er gået meget tilbage igennem de sidste mange år. Den var tidligere ret udbredt i de østlige dele af landet. I dag kendes arten fra én ynglelokalitet i Nordvestsjælland. Udenfor sine faste forekomster kan arten optræde på træk, og muligvis som sporadiske kolonisator